# AICELS Law Review
Aicels Law Review, Untertitel Journal on Central European Law, war eine englischsprachige zweimal jährlich in den Vereinigten Staaten in den Jahren 2009 bis 2011 erscheinende juristische Fachzeitschrift.
Die Aicels Law Review widmete sich der wissenschaftlichen Auseinandersetzung mit den Fragen des Rechts in den Staaten Mittel- und Osteuropas einschließlich der Nachfolgestaaten der Sowjetunion. Im Mittelpunkt standen dabei das Verfassungs- und Verwaltungsrecht, Privatrecht sowie das Wirtschaftsrecht.